# Gare de Hambos
La gare de Hambos est une gare ferroviaire belge de la ligne 53, de Schellebelle à Louvain, située à Tildonk, sections de la commune de Haacht, dans la province du Brabant flamand en région flamande.
Elle est mise en service en 1890 par l'administration des chemins de fer de l'État Belge. C'est un arrêt sans personnel de la Société nationale des chemins de fer belges (SNCB) desservie par des trains InterCity (IC), Omnibus (L) et d'Heure de pointe (P).

## Situation ferroviaire
Établie à 14 m d'altitude, la gare de Hambos est située au point kilométrique (PK) 55,828 de la Ligne 53, de Schellebelle à Louvain, entre les gares ouvertes de Wespelaar-Tildonk et de Wijgmaal.

## Historique

### Histoire
L'« arrêt de Thildonck » est mis en service le 5 mars 1890 par l'administration des chemins de fer de l'État belge. Il s'adresse plus particulièrement aux habitants du village de Thildonck.
Fermé pendant la Première Guerre mondiale l'arrêt est rouvert le 15 avril 1919.
Un petit bâtiment de gare, dérivé des haltes de plan type 1893, se trouvait en gare ; il a été détruit après l'électrification.

### Nom de la gare
L'arrêt est dénommé « Thildonck » lors de son ouverture. « Hambosch » en 1897. À partir du 20 mai 1951 il devient « Hambos ».

## Service des voyageurs

### Accueil
Halte SNCB, c'est un point d'arrêt non géré (PANG) à accès libre.
La traversée des voies et le passage d'un quai à l'autre s'effectuent par le passage à niveau routier.

### Desserte
Hambos est desservie par des trains InterCity (IC), Omnibus (L) et d'Heure de pointe (P) de la SNCB qui effectuent des missions sur la ligne commerciale 53 (Louvain - Malines) (voir brochure SNCB).
En semaine, la desserte est uniquement constituée de trains L entre Louvain et Saint-Nicolas via Malines.
Les week-ends et jours fériés, ils sont remplacés par des trains IC-21 reliant Louvain à Malines.

### Intermodalité
Un parc pour les vélos et un parking pour les véhicules y sont aménagés.

## Comptage voyageurs
Le graphique et le tableau montrent le nombre de passagers qui en moyenne embarquent durant la semaine, le samedi et le dimanche.
| Nombre de voyageurs qui embarquent à la gare de Hambos | Nombre de voyageurs qui embarquent à la gare de Hambos | Nombre de voyageurs qui embarquent à la gare de Hambos | Nombre de voyageurs qui embarquent à la gare de Hambos |
|                                                        | Semaine                                                | Samedi                                                 | Dimanche                                               |
| ------------------------------------------------------ | ------------------------------------------------------ | ------------------------------------------------------ | ------------------------------------------------------ |
| 1977                                                   | 70                                                     | 6                                                      | 6                                                      |
| 1978                                                   | 66                                                     | 11                                                     | 3                                                      |
| 1979                                                   | 62                                                     | 8                                                      | 2                                                      |
| 1980                                                   | 65                                                     | 12                                                     | 13                                                     |
| 1981                                                   | 46                                                     | 11                                                     | 15                                                     |
| 1982                                                   | 47                                                     | 12                                                     | 8                                                      |
| 1983                                                   | 46                                                     | 10                                                     | 1                                                      |
| 1984                                                   | 50                                                     | 3                                                      | 3                                                      |
| 1985                                                   | 66                                                     | 5                                                      | 3                                                      |
| 1986                                                   | 34                                                     | 12                                                     | 7                                                      |
| 1987                                                   | 55                                                     | 6                                                      | 12                                                     |
| 1988                                                   | 49                                                     | 10                                                     | 5                                                      |
| 1989                                                   | 44                                                     | 7                                                      | 1                                                      |
| 1990                                                   | 52                                                     | 9                                                      | 4                                                      |
| 1991                                                   | 53                                                     | 6                                                      | 7                                                      |
| 1992                                                   | 53                                                     | 10                                                     | 7                                                      |
| 1993                                                   | 56                                                     | 9                                                      | 6                                                      |
| 1994                                                   | 68                                                     | -                                                      | -                                                      |
| 1995                                                   | 83                                                     | -                                                      | -                                                      |
| 1996                                                   | 78                                                     | -                                                      | -                                                      |
| 1997                                                   | 79                                                     | -                                                      | -                                                      |
| 1998                                                   | 84                                                     | -                                                      | -                                                      |
| 1999                                                   | 101                                                    | -                                                      | -                                                      |
| 2000                                                   | 102                                                    | -                                                      | -                                                      |
| 2001                                                   | 86                                                     | -                                                      | -                                                      |
| 2002                                                   | 69                                                     | -                                                      | -                                                      |
| 2003                                                   | 48                                                     | -                                                      | -                                                      |
| 2004                                                   | 63                                                     | -                                                      | -                                                      |
| 2005                                                   | 66                                                     | -                                                      | -                                                      |
| 2006                                                   | 71                                                     | -                                                      | -                                                      |
| 2007                                                   | 78                                                     | -                                                      | -                                                      |
| 2008                                                   | -                                                      | -                                                      | -                                                      |
| 2009                                                   | 69                                                     | -                                                      | -                                                      |
| 2010                                                   | -                                                      | -                                                      | -                                                      |
| 2011                                                   | -                                                      | -                                                      | -                                                      |
| 2012                                                   | 59                                                     | -                                                      | -                                                      |
| 2013                                                   | 44                                                     | -                                                      | -                                                      |
| 2014                                                   | 104                                                    | -                                                      | -                                                      |
| 2015                                                   | 51                                                     | -                                                      | -                                                      |
| 2016                                                   | 64                                                     | -                                                      | -                                                      |
| 2017                                                   | 78                                                     | -                                                      | -                                                      |
| 2018                                                   | 29                                                     | -                                                      | -                                                      |
| 2019                                                   | 39                                                     | -                                                      | -                                                      |
| 2020                                                   | 23                                                     | -                                                      | -                                                      |
| 2021                                                   | -                                                      | -                                                      | -                                                      |
| 2022                                                   | 47                                                     | -                                                      | -                                                      |
| 2023                                                   | 37                                                     | -                                                      | -                                                      |
| 2024                                                   | 41                                                     | -                                                      | -                                                      |